# Final Cut Studio
Final Cut Studio ist ein eingestelltes Programmpaket des US-amerikanischen Unternehmens Apple für den Videoschnitt. Die Programme beinhalteten die Verwaltung der Daten einzelner Filmrollen, den eigentlichen Videoschnitt, den Einbau von 3D-Effekten mit Echtzeitvorschau, sowie ferner Farbkorrektur, Formatumwandlung und DVD-Erstellung. Erstmals vorgestellt wurde Final Cut Studio im April 2005 auf der Messe National Association of Broadcasters.
Am 23. Juli 2009 stellte das Unternehmen die Version 3 von der Sammlung vor. Diese lief ausschließlich auf Intel-Mac-Plattformen. Version 3 enthielt die Programme Final Cut Pro 7, Motion 4, Soundtrack Pro 3, Color 1.5, Compressor 3.5 und DVD Studio Pro 4. Auch der Umgang mit der neueren Blu-ray Disc war möglich.
Mit der Vorstellung von Final Cut Pro X im Juni 2011 sind Final Cut Pro, Motion und Compressor einzeln über die herstellereigene Vertriebsplattform Mac App Store erhältlich. Der Vertrieb von Final Cut Studio wurde eingestellt.